# Condado de Roscommon (Michigan)
O Condado de Roscommon é um dos 88 condados do estado americano de Michigan. A sede do condado é Roscommon, e sua maior cidade é Roscommon.
O condado possui uma área de 1 502 km² (dos quais 151 km² estão cobertos por água), uma população de 25 469 habitantes, e uma densidade populacional de 19 hab/km² (segundo o censo nacional de 2000). O condado foi fundado em 1875.